# Juan Carlos Plata
Juan Carlos Plata (né le 1er janvier 1971) est un footballeur guatémaltèque des années 1990 et 2000. 
Avec 35 buts en équipe nationale, il est le deuxième meilleur buteur de la sélection guatémaltèque, derrière Carlos Ruiz.

## Biographie
Juan Carlos Plata participe à cinq Gold Cup avec l'équipe du Guatemala : en 1996, 1998, 2000, 2002 et enfin 2003. Il termine quatrième lors de l'édition 1996.
Il réalise toute sa carrière au CSD Municipal avec qui il remporte de nombreux titres de champion du Guatemala.

## Palmarès
- Champion du Guatemala en 1992, 1994, 2000 (C), 2000 (A), 2001 (A), 2002 (C), 2002 (A), 2004 (A), 2005 (C), 2005 (A), 2006 (C), 2006 (A), 2008 (C), 2010 (C), 2010 (A)